# Occipitaal
Occipitaal is de anatomische aanduiding voor de achterkant van het hoofd, voor het achterhoofd. Het bijvoeglijke naamwoord hoort bij nasaal en temporaal, waarbij de nasale zijde van het hoofd de voorkant is, de kant waar de neus zit, en de temporale zijde de zijkant of de zijkanten van het hoofd is. Occipitaal, nasaal en temporaal komen uit het Latijn. Occipitaal komt van occipitalis, van occiput voor achterhoofd.
Het woord occipitaal wordt vaak gebruikt om het achterste deel van de hersenen te omschrijven. De occipitale kwabben zijn bij zoogdieren de delen van de hersenen die voor het zien zorgen.
superior · inferior · anterior · posterior 

craniaal · rostraal · caudaal 

proximaal · distaal 

ventraal · dorsaal · lateraal · mediaal
coronaal · sagittaal · mediaan · transversaal 

nasaal · temporaal · occipitaal 

contralateraal · ipsilateraal · bilateraal · unilateraal 

afferent · efferent